# Němčice nad Labem
Němčice (deutsch Niemtschitz, auch Niemschitz) ist eine Gemeinde in Tschechien. Sie liegt sieben Kilometer nördlich des Stadtzentrums von Pardubice und gehört zum Okres Pardubice.

## Geographie

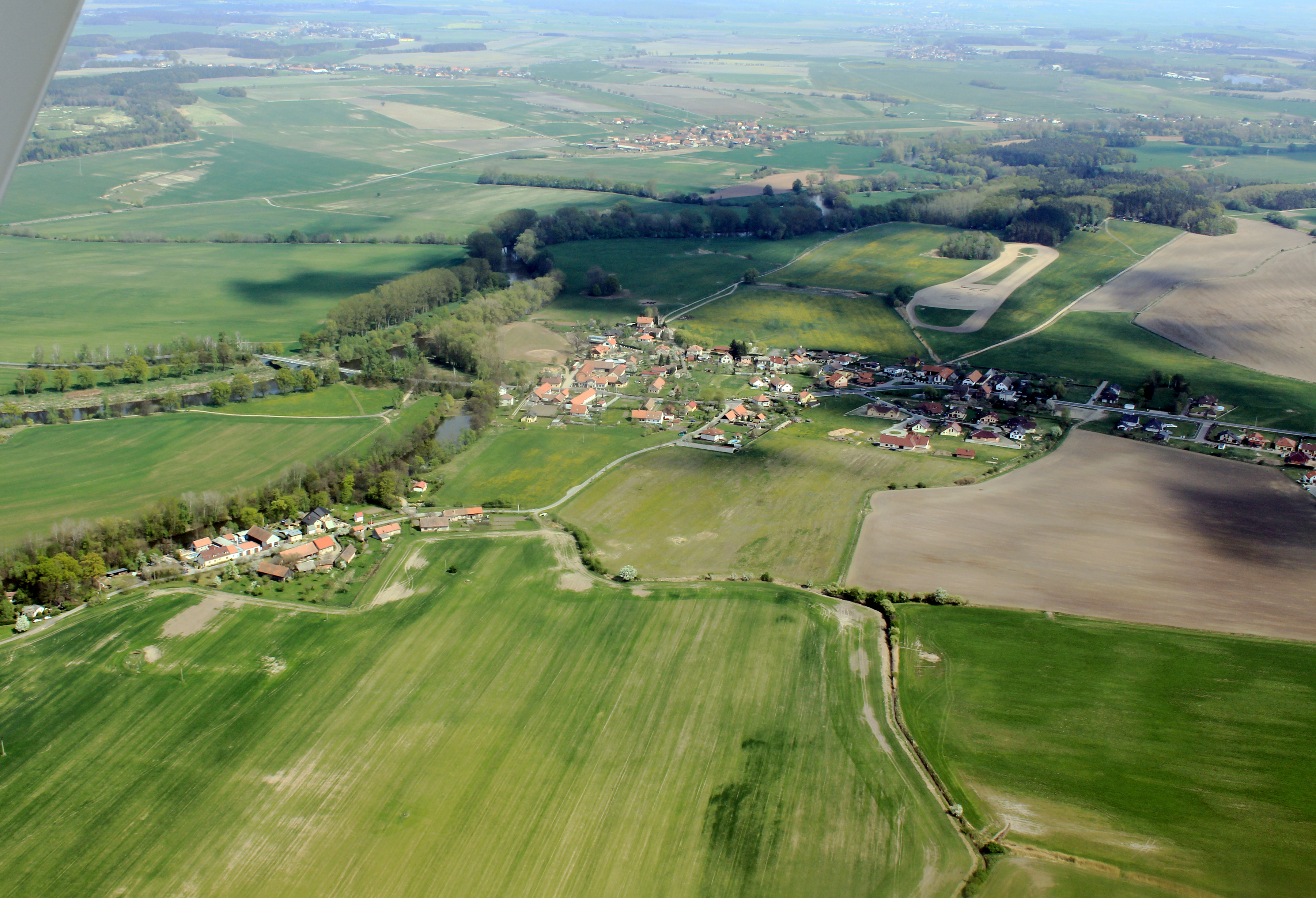
Luftbild

Němčice befindet sich rechtsseitig der Elbe in der Pardubická kotlina (Pardubitzer Becken). Südlich erhebt sich die markante Kunětická hora (Kunietitzer Berg, 307 m n.m.) mit der gleichnamigen Burg. 
Nachbarorte sind Dříteč im Norden, Zástava, Újezd u Sezemic und Bohumileč im Nordosten, Dražkov im Osten, Kladivo, Lukovna und Kunětice im Südosten, Ráby und Brozany im Süden, Psinek und Hradiště na Písku im Südwesten, Srch und Stéblová im Westen sowie Malá Čeperka, Na Sibiři und Hrobice im Nordwesten.

## Geschichte
Němčice ist wahrscheinlich eine Gründung des Benediktinerklosters Opatowitz. Nachdem das Kloster 1421 von den Hussiten unter Diviš Bořek von Miletínek geplündert und niedergebrannt worden war, bemächtigte sich dieser der ausgedehnten Besitzungen. 
Die erste schriftliche Erwähnung von Němčice erfolgte am 21. September 1436, als König Sigismund große Teile des ehemaligen Klosterbesitzes als Entlohnung seiner treuen Dienste in der Schlacht bei Lipan für 4500 Schock Böhmische Groschen an Diviš Bořek überschrieb, der daraus die Herrschaft Kunburg bildete. Zum Ende des 15. Jahrhunderts erwarb Wilhelm von Pernstein die Herrschaften Pardubitz und Kunburg und vereinigte sie. Wilhelm von Pernstein ließ in der Gegend große Fischteiche anlegen; nordwestlich von Němčice entstand mit der Velká Čeperka einer der größten Teiche Böhmens, südwestlich des Dorfes der kleinere Kotcourov (Němčitzer Teich). 1521 vererbte Wilhelm von Pernstein seine böhmischen Güter seinem jüngeren Sohn Vojtěch, nach dessen Tod fielen sie 1534 seinem Bruder Johann zu. Johann von Pernstein hinterließ 1548 seinem Sohn Jaroslav hohe Schulden. Am 21. März 1560 veräußerte Jaroslav von Pernstein die gesamte Herrschaft Pardubitz an König Ferdinand I. Dessen Nachfolger Maximilian II. übertrug die Verwaltung der königlichen Herrschaften der Hofkammer. König Rudolf II. ließ die Herrschaft 1588 durch ein System von 24 Rychta (Scholtiseien) neu organisieren; der Rychtář in Libišany übte die niedere Gerichtsbarkeit für Němčice aus. Im Kammerurbar von 1588 sind für Němčice 11 Anwesen, darunter eine privilegierte Schänke und eine Mühle, ausgewiesen. Die Mühle fiel während des Dreißigjährigen Krieges wüst und erlosch. Im Zuge der Raabisation wurde der herrschaftliche Meierhof Němčice in den 1770er Jahren parzelliert und emphyteutisiert. Dadurch wuchs das Dorf an, es umfasste die Ortslagen Kotek, Na kuklíkách bzw. U Kovárny, Paště und Sibiř. Haupterwerbsquelle bildete die Landwirtschaft, daneben arbeiteten einige der Einwohner als Steinbrecher und Pocher in den Basaltbrüchen am Kunietitzer Berg.
Im Jahre 1835 bestand das im Chrudimer Kreis gelegene Dorf Niemtschitz bzw. Němčice aus 26 Häusern, in denen 184 Personen, darunter eine protestantische Familie, lebten. Eine hölzerne Brücke führte über die Elbe nach Dřitsch. Pfarrort war Kunietitz. Bis zur Mitte des 19. Jahrhunderts blieb Niemtschitz der k.k. Kameralherrschaft Pardubitz untertänig.
Nach der Aufhebung der Patrimonialherrschaften bildete Němčice ab 1849 eine Gemeinde im Gerichtsbezirk Pardubitz. Ab 1868 gehörte die Gemeinde zum politischen Bezirk Pardubitz. 1869 hatte Němčice 212 Einwohner und bestand aus 28 Häusern. Die Teiche Kotcourov und Velká Čeperka wurde in der zweiten Hälfte des 19. Jahrhunderts trockengelegt und die Teichstätten in Ackerland umgewandelt. Im Jahre 1900 lebten in dem Dorf 181 Menschen, 1910 waren es 171. 1930 hatte Němčice 203 Einwohner. In den Jahren 1933–34 entstand die neue Eisenbetonbrücke über die Elbe. Am 7. Mai 1945 wurden sieben Männer aus Němčice durch die deutschen Besatzer wegen Beteiligung am Nationalen Widerstand erschossen. 
Im Jahre 1949 wurde Němčice dem Okres Pardubice-okolí zugeordnet. Seit 1960 gehört die Gemeinde wieder zum Okres Pardubice. 1961 erfolgte die Eingemeindung nach Ráby. Seit dem 24. November 1990 besteht die Gemeinde Němčice wieder. Beim Zensus von 2001 lebten in den 51 Häusern von Němčice 121 Personen. Seit 2014 führt die Gemeinde ein Wappen und Banner.

## Gemeindegliederung
Für die Gemeinde Němčice sind keine Ortsteile ausgewiesen. Zu Němčice gehören die Siedlung U Kunětické hory und die Rotte Na Sibiři. Grundsiedlungseinheiten sind Němčice und U Kunětické hory (früher Chaloupky).
Das Gemeindegebiet bildet den Katastralbezirk Němčice nad Labem.

## Sehenswürdigkeiten
- Burg Kunětická Hora

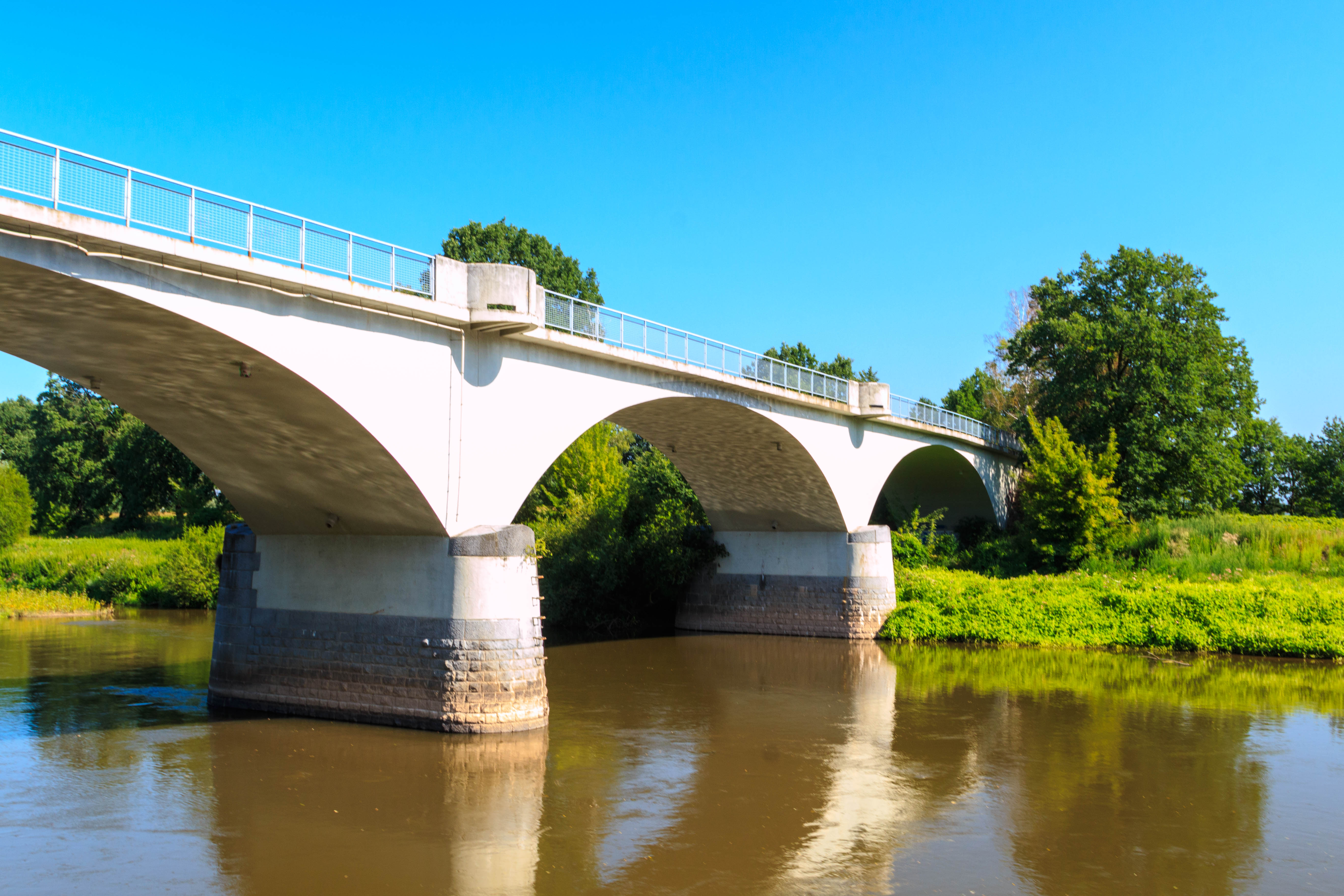
Straßenbrücke über die Elbe

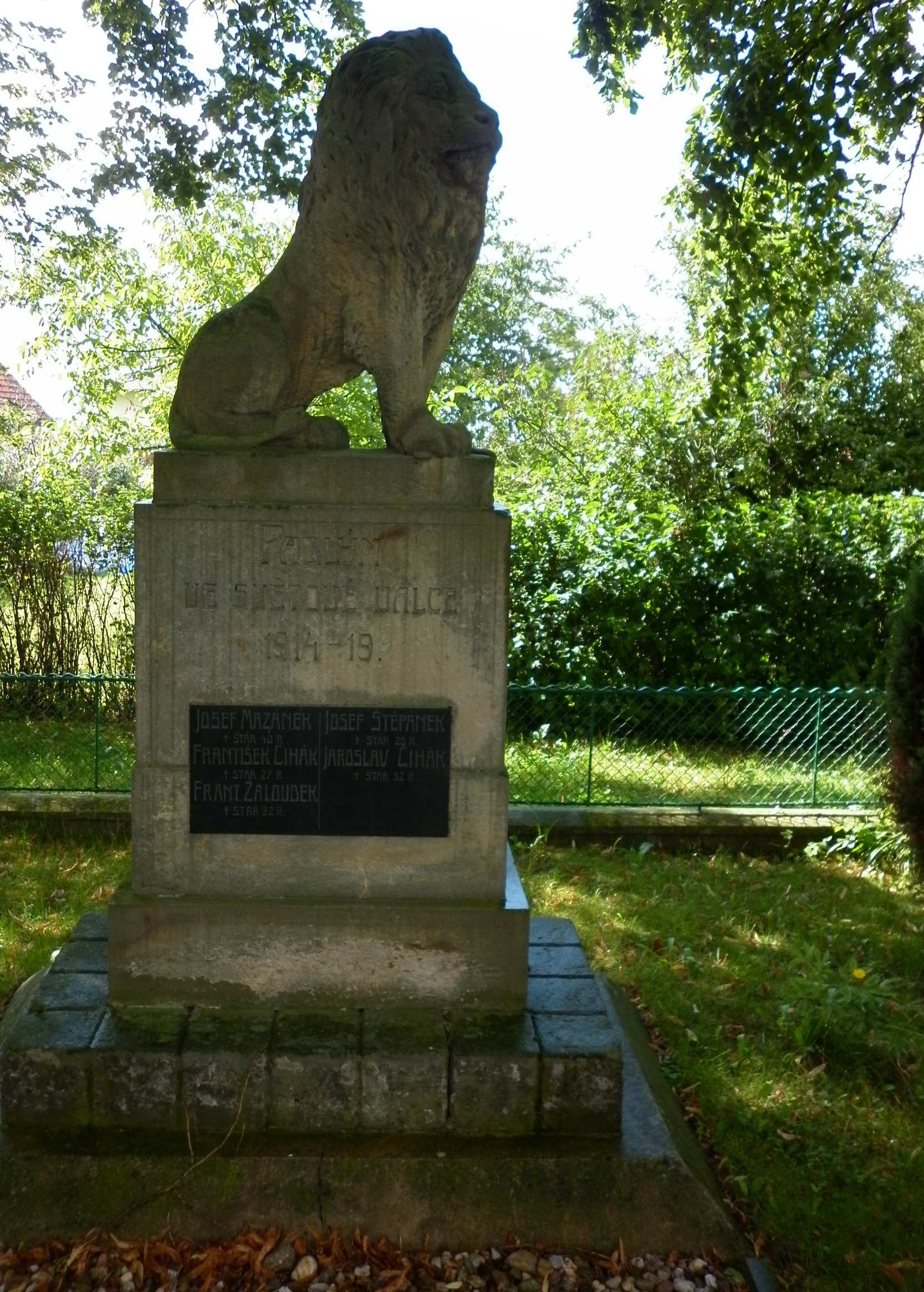
Gedenkstein für die Gefallenen des Ersten Weltkrieges

- Elbbrücke Němčický most, die 110 m lange Eisenbetonbrücke aus den Jahren 1933–34 ist ein Technisches Denkmal[7]
- Kapelle der hll. Laurentius und Martin, erbaut 2013–14
- Gedenkstein für die Gefallenen des Ersten Weltkrieges mit Figur des Böhmischen Löwen
- Gedenkstein für Opfer des 7. Mai 1945, er wurde 2014 saniert und vor das Gemeindehaus umgesetzt
- Naturreservat Baroch, nordwestlich des Dorfes. Das Teich- und Sumpfgebiet ist der am besten erhaltene Überrest der Velká Čeperka. Der sich nordwestlich des Baroch erhebende Cháby bildet früher eine große Halbinsel in der Velká Čeperka.
- Bedeutendes Landschaftselement Labiště u Němčic, abgeworfener Elbmäander nördlich des Dorfes

## Trivia
Němčice ist der einzige nachweisliche Brutplatz des Schelladlers auf tschechischem Gebiet. Aus einem Nest am Němčitzer Teich wurden am 5. Juli 1847 zwei vollständig befiederte Jungvögel geschossen, die lange Zeit für Schreiadler gehalten wurden. Bei einer in den 1990er Jahren durch den Ornithologen Tomáš Bělka durchgeführten Revision der Adlerbälge in tschechischen Museumssammlungen, erkannte Bělka, dass es sich bei den beiden Bälgen aus dem Ostböhmischen Museum Pardubice um in Europa äußerst seltene Schelladler handelt.